# Boris Wajnsztejn
Boris Wiktorowicz Wajnsztejn (ros. Борис Викторович Вайнштейн; ur. 18 czerwca 1991) – rosyjski zapaśnik walczący w stylu klasycznym. Brązowy medalista uniwersyteckich mistrzostw świata z 2014. Pierwszy  w Pucharze Świata w 2017 roku.